# 전압원

전압원 V, 저항기 R 구동 및 전류 I 생성의 개략도

전압원(voltage source)은 고정된 전압을 유지할 수 있는 2단자 장치이다. 이상적인 전압원은 부하 저항이나 출력 전류와 관계없이 고정 전압을 유지할 수 있다. 그러나 실제 전압원은 무제한 전류를 공급할 수 없다.
전압원은 전류원의 이중 소스(source)이다. 전지 및 발전기와 같은 실제 전기 에너지원은 분석 목적을 위해 이상적인 전압원과 임피던스 요소의 추가 조합으로 모델링될 수 있다.

## 같이 보기
- 전압 분배 법칙
- 전압 기준
- 전압 조정기